# Краматорсько-Костянтинівська агломерація
Крамато́рсько-Костянти́нівська агломера́ція — агломерація, що охоплює чотири великі промислові міста Донеччини: Костянтинівку, Дружківку, Краматорськ та Слов'янськ. Вона утворює найбільшу та найзахищенішу лінію оборони України, маючи важливе стратегічне значення для країни.
Простягається вздовж річок Кривий Торець та Казенний Торець. Головні чинники створення й існування агломерації: важливий центр північного Донбасу і важливий центр скляної та машинобудівної промисловості. Центр розвиненого сільськогосподарського району.
Складається
- з міст: Костянтинівка, Дружківка, Краматорськ, Слов'янськ.
- з районів: Краматорський.

Приблизні статистичні дані (2001 р.)
- Чисельність населення — 642,8 тис. осіб.
- Площа — 4 199 км².
- Густота населення — 153,1 осіб/км².

| Місто         | Площа, км² | Наявне населення | Густота населення (осіб/км²) | Відстань до м. Краматорьск автошляхами, (км) |
| ------------- | ---------- | ---------------- | ---------------------------- | -------------------------------------------- |
| Краматорськ   | 124,2      | 146 693          | 1 181                        | 0                                            |
| Костянтинівка | 66,6       | 78 179           | 1 175                        | 18,7                                         |
| Словʼянськ    | 60,8       | 103 029          | 1 694                        | 4,6                                          |
| Дружківка     | 34         | 53 977           | 1 589                        | 5,6                                          |